# آش جودوغ

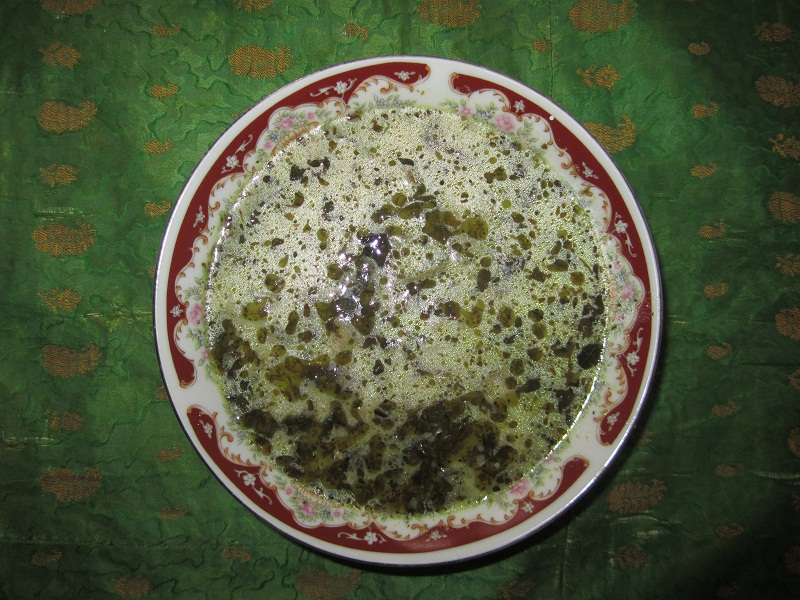
آش جودوغ اراک

آش جودوغ از جمله غذاهای سنتی ایرانی است که در استان مرکزی تهیه می‌شود.
مواد اولیه‌ای آش شامل جو پوست کنده، نخود، لوبیا، سبزی آش، کشک، نعناداغ، ادویه و گل زرد است.